# Beata Kolis
Beata Kolis (ur. 12 kwietnia 1958, zm. 31 sierpnia 2016) – polska dziennikarka radiowa i telewizyjna, działaczka społeczna. 

## Życiorys
Ukończyła studia na Wydziale Dziennikarstwa i Nauk Politycznych Uniwersytetu Warszawskiego. Na przełomie lat 80. i 90. XX wieku była związana z Polskim Radiem, gdzie przygotowywała serwisy informacyjne i materiały reporterskie. W latach 1989–2003 związana była z Telewizją Polską. Prowadziła między innymi krótsze wydania Wiadomości TVP1, była również współprowadzącą magazyn śniadaniowy Kawa czy herbata?, a także reporterką parlamentarną TVP. Udzielała się również jako współprowadząca wieczory wyborcze po wyborach parlamentarnych i prezydenckich. Od 2003 prowadziła szkolenia medialne dla osób publicznych oraz szkolenia z zakresu wystąpień publicznych i telewizyjnych. Prowadziła także zamknięte imprezy firmowe i gale. W latach 2012–2013 piastowała funkcję zastępcy redaktora naczelnego miesięcznika „Villa”. 

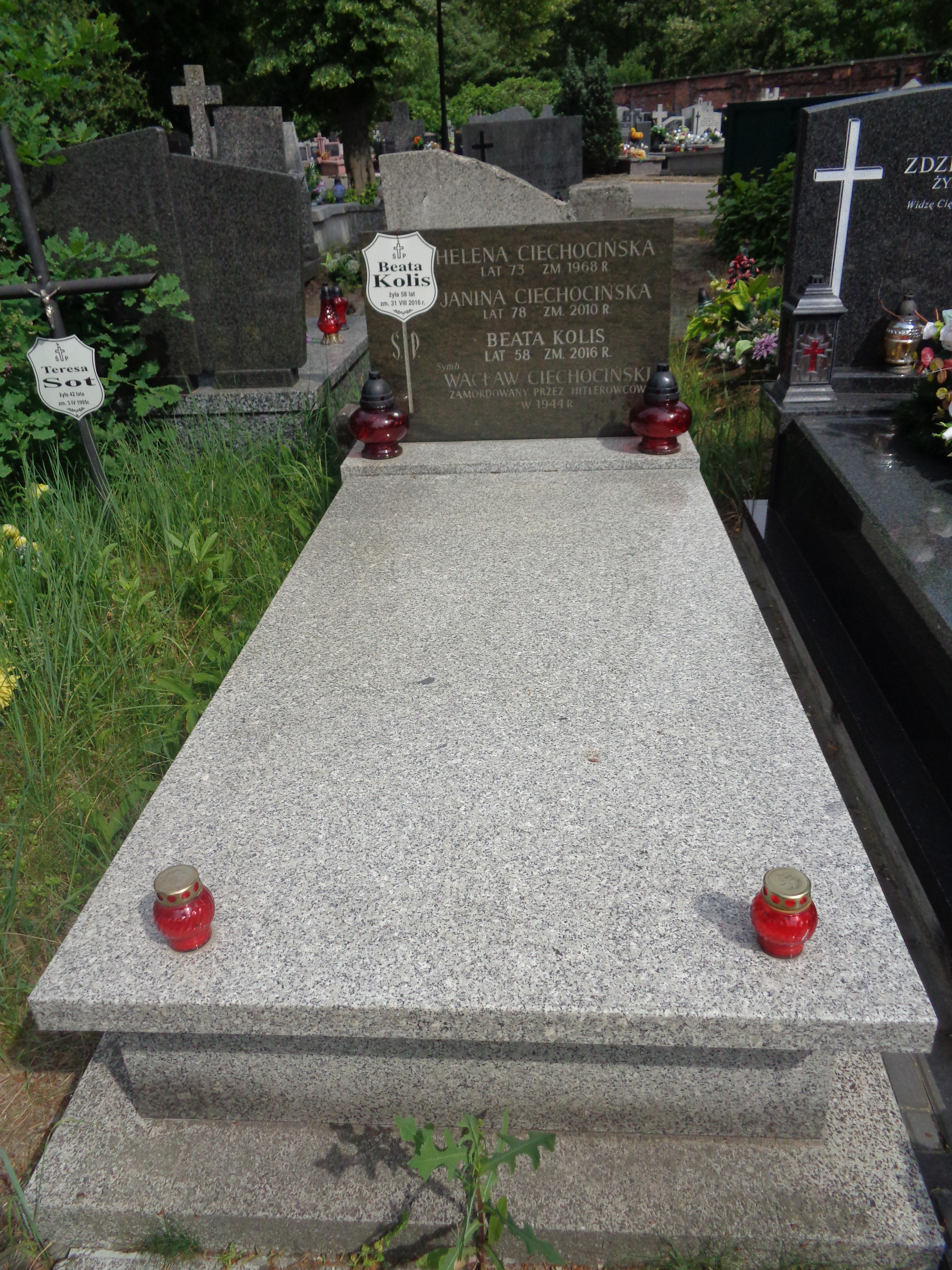
Grób Beaty Kolis na cmentarzu Bródnowskim

Była współzałożycielką, członkiem zarządu oraz rzecznikiem prasowym Komitetu Obrony Demokracji. Zmarła 31 sierpnia 2016. Została pochowana na cmentarzu Bródnowskim w Warszawie (kwatera 51N-4-25).